# Alexandre Geniez
Alexandre Geniez (Rodés, Avairon, Migdia-Pirineus, 16 d'abril de 1988) és un ciclista francès, professional des del 2010. Actualment corre a l'equip AG2R La Mondiale. Debutà com a professional el 2010 de la mà de l'equip Skil-Shimano i es va retirar al 2022. En el seu palmarès destaquen tres etapes de la Volta a Espanya, el 2013 i 2016 i 2018.

## Palmarès
- 2009
  - 1r a la Ronda de l'Isard d'Arieja
  - Vencedor d'una etapa del Giro de la vall d'Aosta
- 2011
  - Vencedor d'una etapa de la Volta a Àustria
  - Vencedor de la classificació dels joves a la Volta a Luxemburg
- 2013
  - Vencedor d'una etapa a la Volta a Espanya
- 2015
  - 1r a la Tro Bro Leon
  - 1r al Tour de l'Ain i vencedor d'una etapa
- 2016
  - Vencedor d'una etapa de la Volta a Espanya
  - Vencedor d'una etapa al Tour de l'Ain
- 2017
  - 1r a la Tre Valli Varesine
  - Vencedor d'una etapa del Tour La Provence
  - Vencedor d'una etapa al Tour de l'Ain
- 2018
  - 1r al Gran Premi d'Obertura La Marseillaise
  - 1r al Tour La Provence i vencedor d'una etapa
  - Vencedor d'una etapa a la Volta a Espanya
- 2019
  - Vencedor d'una etapa al Tour de l'Ain
- 2022
  - Vencedor de dues etapes al Tour de Ruanda

### Resultats al Tour de França
- 2013. 44è de la classificació general
- 2015. 112è de la classificació general

### Resultats a la Volta a Espanya
- 2011. 159è de la classificació general
- 2012. 90è de la classificació general
- 2013. 47è de la classificació general. Vencedor d'una etapa
- 2016. 108è de la classificació general. Vencedor d'una etapa
- 2017. No surt (16a etapa)
- 2018. 90è de la classificació general
- 2020. Abandona (1a etapa)

### Resultats al Giro d'Itàlia
- 2014. 13è de la classificació general
- 2015. 9è de la classificació general
- 2016. Abandona (4a etapa)
- 2017. Abandona (4a etapa)
- 2018. 11è de la classificació general